# محمدرحیم خان علاءالدوله

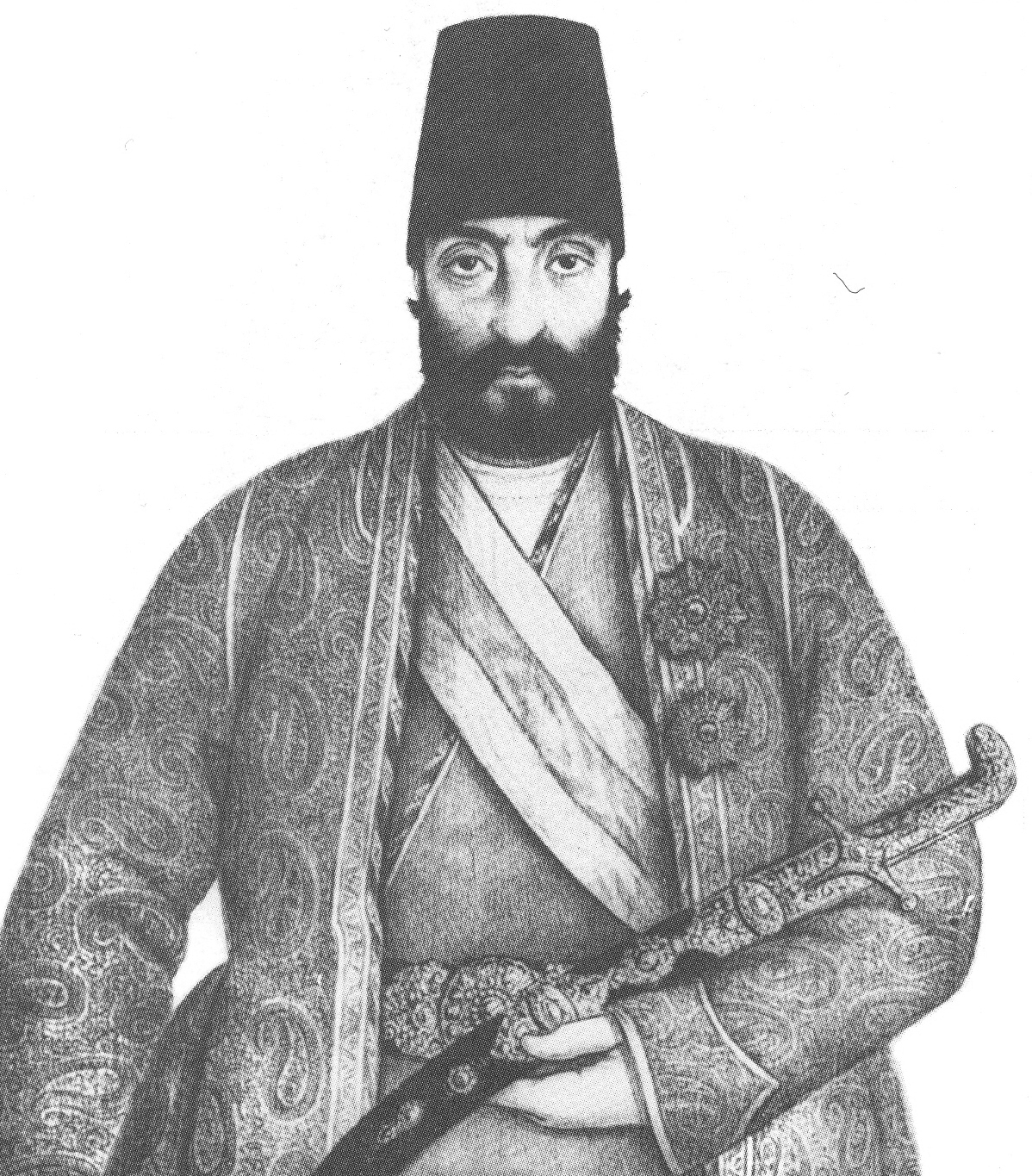
محمدرحیم خان علاءالدوله، چاپ سنگی اثر صنیع‌الملک

محمد رحیم خان علاءالدوله (درگذشته ۱۲۹۹ قمری) ملقب به نسقچی‌‌باشی، علاءالدوله و سپس امیرنظام، از بزرگان ایل قاجار و از وزیران و رجال دوره ناصرالدین شاه بود.

## زندگی‌نامه
او پسر محمدحسن‌خان دولو بود. در جوانی به ریاست نسقچیان گماشته شد. در سال ۱۲۷۶ قمری از جانب امیرکبیر به حکومت خوی منصوب شد. در سال ۱۲۷۴ قمری جزء نویسندگان وزارت امور خارجه شد. در سال ۱۲۷۸ قمری لقب علاءالدوله گرفت و به عنوان سفیرکبیر فوق‌العاده دولت ایران جهت ابلاغ تسلیت درگذشت عبدالمجید یکم به استانبول رفت. در سال ۱۲۸۰ قمری حاکم زنجان شد. در سال ۱۲۸۴ قمری به صلاحدید میرزا یوسف آشتیانی به حکومت تهران منصوب گردید. در ۱۲۸۴ قمری به ریاست قورخانه رسید و در ۱۲۸۷ قمری حاکم قزوین شد. در ۱۲۸۸ قمری به حکومت همدان رفت. در سال بعد اداره کشیک‌خانه به او واگذار شد و به سمت کشیک‌چی‌باشی منصوب شد. در ۱۲۹۱ قمری به مقام وزارت جنگ رسید ولی در شوال همان سال معزول شد و میرزا حسین‌خان سپهسالار جانشین او گردید. در سال ۱۲۹۲ قمری ناصرالدین‌شاه منصب جدیدی با عنوان «وزیر اعظم دربار» ابداع نمود و علاءالدوله نخستین کسی بود که این سمت را گرفت. در سال ۱۲۹۸ قمری با حفظ سمت‌های وزیردربار و کشیک‌چی‌باشی، پیشکار مظفرالدین میرزا (بعداً مظفرالدین‌شاه) شد و لقب امیرنظام گرفت و به تبریز رفت.
علاءالدوله در سال آخر عمر به چاپ کتاب مثنوی همت گماشت که این کتاب شامل کشف‌الابیاتی نیز می‌شود که توسط بصیرالملک شیبانی تهیه شده است.
مرگ
علاالدوله شوال سال ۱۲۹۹ قمری در ارومیه هنگامی که پیشکار مظفرالدین میرزا بود سکته کرد و درگذشت.
به گفته حاج سیاح، ناصر الدین شاه به وی مظنون و دستور قتل وی را صادر کرده بود. پسرش میرزا احمد خان به وسیله یک فنجان قهوه سمی به حکم شاه شبانه وی را به قتل رسانده و اعلام کرده که پدرش شبانه  سکته کرده است.میرزا احمد خان بعد از پدرش به لقب علاالدوله منصوب گردید.

## خانواده
علاءالدوله پنج پسر و دو دختر داشت. پسران ارشد او عبدالله‌خان ناظم‌السلطنه و محمدحسن‌خان حاجب‌الدوله از یک مادر و میرزا احمدخان علاءالدوله، حسینعلی‌خان معین‌الدوله، میرزا محمودخان احتشام‌السلطنه و ماه رخسار خانم محترم‌الملوک از زن دیگر علاءالدوله به نام سلطان خانم دختر ملک ایرج میرزا (پسر بیست و هفتم فتحعلی‌شاه) بودند. پس از فوت سلطان خانم، علاءالدوله با دختر اسدالله میرزا نایب الایاله ازدواج کرد و پس از درگذشت او با دختر مصطفی‌خان امیرتومان (برادر میرزا محمدخان سپهسالار) ازدواج کرد ولی پس از چند سال از او جدا شد.

## عمارت علاءالدوله
بر اساس خاطرات احتشام‌السلطنه (پسر علاءالدوله) در سال ۱۲۸۸ قمری علاءالدوله از محله ارگ و عمارت اجدادی خود به باغ و عمارت جدیدی در گوشه شمال غربی میدان توپخانه نقل مکان می‌کند. این باغ که بخشی از محله دولت شمرده می‌شد، از شرق مجاور خیابان لاله‌زار بوده و از غرب به خیابان باغ ایلخانی منتهی می‌شده است. شرایط این خیابان به‌طوری که اعتمادالسلطنه می‌نویسد، چنین بود: «کوچه باغ ایلخانی بسیار طولانی است. در طرفین کوچه، درخت‌های خوبی کاشته شده و کوچه سنگ‌فرش است. کنار نهرهای دو طرف، همه از سنگ است و شب‌ها با چراغ‌ها و فانوس روشن است. در حاشیه این کوچه، باغات و عمارات عالیه هست. در طرف راست، خانه و باغ و عمارات جناب علاءالدوله وزیر دربار، امین‌السلطان و جناب ظهیرالدوله است.» به سبب وجود این باغ، بعدها این خیابان «علاءالدوله» نام می‌گیرد و نام کنونی آن خیابان فردوسی است.
در نقشه عبدالغفار به سال ۱۳۰۹ هجری قمری نیز در حد فاصل کوچه خندان (دندان‌ساز سابق) در خیابان فردوسی و میدان امام خمینی (توپخانه سابق) نام «املاک ورثه مرحوم امیرنظام» به چشم می خورد.
محدوده املاک علاءالدوله از شمال به کوچه شهید شاهچراغی (سابقاً نکیسا)، از شرق به خیابان لاله زار، از غرب به خیابان فردوسی و از جنوب به میدان امام خمینی منتهی می‌شده است که مساحت آن حدود ۵۰ هزار زرع بوده است. در ابتدا در این محدوده یک بنای مختصر بیشتر وجود نداشت و بیشتر آن سبزی‌کاری و درخت بود که به مرور زمان علاءالدوله در این مکان ساختمان‌های جدید برای خود و فرزندانش می‌سازد و کل فرزندان (بجز محمدحسن‌خان حاجب‌الدوله) در این محدوده ساکن می‌شوند.
خانه تاریخی علاءالدوله که امروز تبدیل به ۱۷۰۰ متر زمین بایر شده‌است، تنها بازمانده‌ای کوچک از عمارت‌های مفصل اصلی است. بخش بازمانده شامل یک تالار آینه است که مساحتی کمتر از ۱۵۰ متر مربع دارد.